# Limusaurus inextricabilis
Limusaurus inextricabilis es la única especie conocida del género extinto  Limusaurus  (“lagarto del lodo”) de dinosaurio terópodo ceratosauriano, que vivió a principios del período Jurásico, hace aproximadamente 161 a 155 millones de años, en el Oxfordiense , en lo que es hoy Asia.

## Descripción
Limusaurus era un animal pequeño y delgado con un cuello y patas largos, estas último tenía 1,8 veces la longitud del torso, medía aproximadamente 1.7 metros de longitud y 15 kilogramos de peso.  Es el primer ceratosauriano definido del este de Asia que se descubriera y de uno de los más tempranos. Su descubrimiento demuestra que la fauna dinosauriana asiática era menos endémica durante el Jurásico medio a tardío de lo que se pensó y sugiere una posible conexión terrestre entre Asia y otros continentes durante ese período.

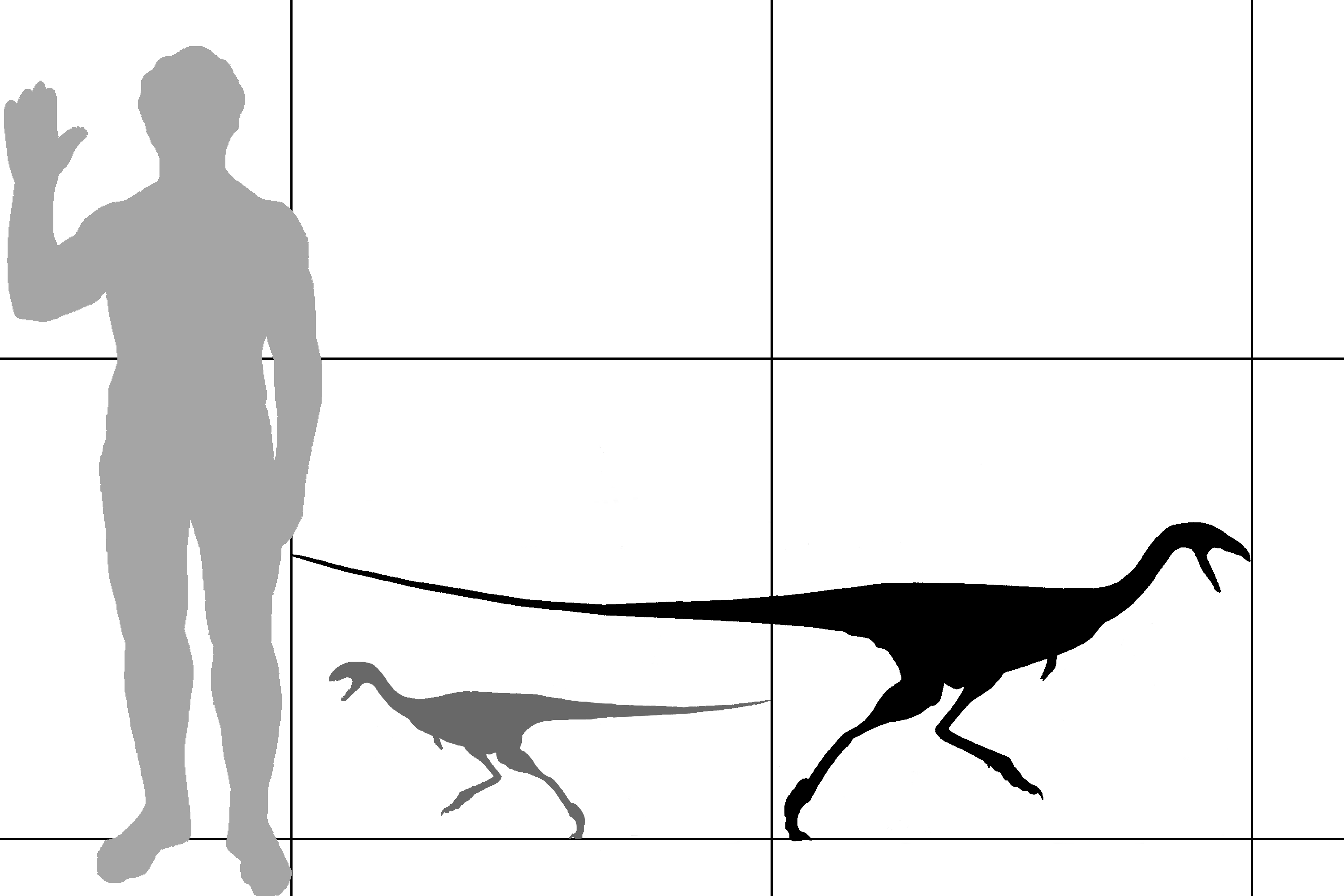
Tamaño de un Limusaurus adulto comparado con un Humano (juvenil en gris).

El cráneo era corto de aproximadamente la mitad de la longitud del fémur y sus mandíbulas tenían un pico que cubría la punta de la mandíbula, una característica que antes no se conocía en los no celurosaurios, el grupo que incluye la mayoría de los dinosaurios terópodos aviares. Los juveniles tenían dientes, 9 en cada lado de la mandíbula superior y 12 en cada lado de la inferior, que se perdieron gradualmente a medida que crecían, desapareciendo en la edad adulta. El hueso nasal tenía un "estante" de lado, era corto, ancho, menos de un tercio de la longitud del techo del cráneo, y el doble de largo que ancho. El borde interno del premaxilar era convexo, y el proceso inferior del hueso lagrimal estaba fuertemente inclinado hacia adelante. El hueso yugal era delgado y sus ramas o ramas tenían forma de varilla. La fenestra, abertura, de la mandíbula era bastante grande, con un 40% de la longitud de toda la mandíbula inferior. La cuenca del ojo también era bastante grande.
Al igual que otros abelisaurianos donde el material de las extremidades anteriores está disponible, los brazos y las manos de Limusaurus se redujeron considerablemente, incluso más que el de Ceratosaurus. El primer dedo era más pequeño que los otros dedos y carecía por completo de falanges. En cuanto a los otros dedos, el segundo dedo era muy robusto y tenía tres falanges, el tercer dedo solo tenía tres falanges en comparación con cuatro en otros terópodos tempranos y las porciones preservadas del cuarto dedo indican que era comparativamente largo y delgado. terminando en un solo dígito. Las garras eran cortas, robustas y expandidas en su base.
Limusaurus, el esternón se fusionó en una placa única, grande y continua, otra característica que representa la convergencia evolutiva sobre los celurosaurios. También posee una furcula o espoleta, que antes era desconocida entre los ceratosaurianos. Distintivamente, la escápula tenía una cresta prominente en su extremo frontal, y la "bota" del pubis apuntaba hacia atrás en forma de gancho y tenía una cresta a cada lado. Las patas del Limusaurus tenían proporciones bien adaptadas para correr, con las porciones inferiores de la pierna mucho más largas que el fémur, el tibiotarso, la fusión de la tibia y los huesos del tarso, era 1.2 veces la longitud del fémur, y el pie era 1.3 veces la longitud del fémur. El primer dedo de cada pie, o el hallux, se redujo extremadamente, siendo solo el 17% de la longitud del tercer metatarsiano. Los metatarsianos de los otros tres dedos estaban dispuestos en un arco, con el cuarto metatarsiano adherido firmemente al tercero en toda su longitud.
Limusaurus comparte varias características craneales con otros ceratosaurianos y celofísidos pero a su vez muestra particularidades únicas dentro del grupo, como la ausencia de dientes y la presencia de un pico completamente formado, que sólo había sido reportado en terópodos no avianos, sólo en celurosaurianos del Cretácico. Limusaurus tenía un cuello largo, corto brazos y largas patas indicando una vida de tipo corredor. La presencia de gastrolitos de ambos especímenes y la presencia de un pico sin dientes serían indicativos de una dieta herbívora, haciéndolo el más basal de los terópodos en mostrar este tipo de dieta. El resto de los aspectos del animal es muy similar a los terópodos ornitomimosaurianos del Cretácico y al arcosaurio no dinosaurio del Triásico Effigia, representando un caso remarcable de convergencia evolutiva entre distintos grupos de arcosaurios.

### Dedos
Limusaurus es un ceratosauriano muy básico que retiene los cuatro dedos en la mano, dígitos I–II-III-IV, estando el dígito I fuertemente reducido. Se pensaba tradicionalmente que las manos de dinosaurios se desarrollaron en las alas de los pájaros por la desaparición de los dos dígitos exteriores, IV y V, en contradicción con la embriología estudiada en los pájaros, donde se demuestra que los dígitos conservados son los del centro, II-III-IV. La estructura de la mano de Limusaurus con su dígito reducido I agrega más peso a las identidades del dígito II-III-IV para Tetanurae, entre los cuales están los pájaros. Anterior al descubrimiento de Limusaurus, se pensaba que los terópodos habían desarrollado progresivamente los dígitos reducidos en el lado cubital de la mano. Este concepto, conocido como reducción lateral del dígito, RLD,  está en contraste con la reducción bilateral del dígito , RBD, la reducción en dígitos en ambos lados de la mano comúnmente visto en todos los otros grupos tetrápodo, excepto en dinosaurios. Sin embargo, en Limusaurus, el primer dígito, el dígito I, se reduce fuertemente, como en los otros ceratosaurianos, sugiriendo que RBD ocurrió en el grupo hermano Tetanurae también.

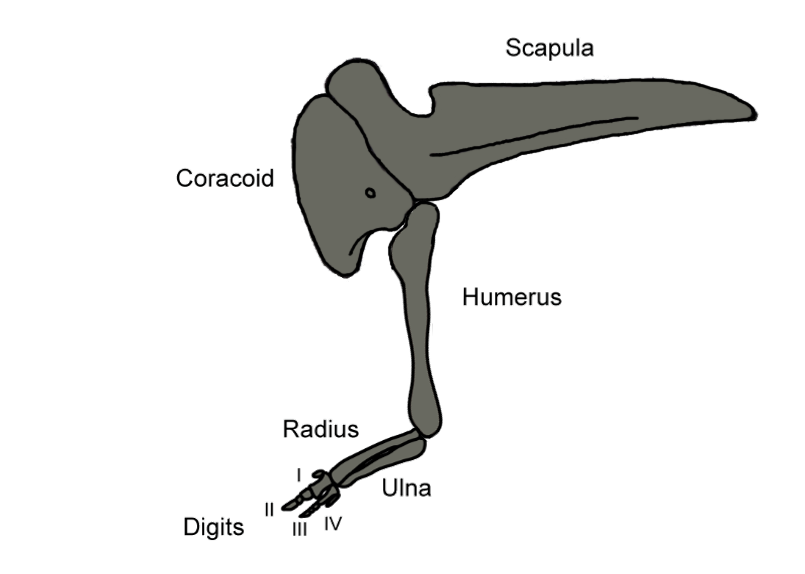
Recreación de los miembros delanteros de Limusaurus

Previamente, lo que se creía es que los dedos I–III se habían retenido en los tetanuros debido a la homología con los terópodos basales, dándole soporte a la hipótesis RLD. Sin embargo, la evidencia de RBD en Limusaurus sugiere que otros terópodos no aviares han sufrido RBD y aparentemente los dedos I–III en los tetanuros resultan los dedos II–IV, una idea ya considerada por Thulborn y Hamley en 1982, pero largamente ignorada dentro de la comunidad paleontológica.
A pesar de las interesantes posibilidades planteadas por Limusaurus, es poco probable que los paleontólogos cambien la nomenclatura actual de los dedos de tetanuros, I, II y III. Esto debido a que la mayoría de sus rasgos morfológicos asemejan a los dedos I, II, y III de otros terópodos. Es posible que la RBD haya ocurrido sólo en Ceratosauria y no en Tetanurae.  La embriología del ala de las aves podría explicarse por un desplazamiento homeótico en la identidad digital, como lo sugieren nuevos datos experimentales y de expresión genética.
Se han propuesto varias hipótesis adicionales para mejorar y conciliar las hipótesis RLD y RBD. Una hipótesis predominantemente favorecida, desarrollada por primera vez por Günter P. Wagner y Jacques Gauthier en 1999, implica un "cambio de marco" de los dígitos. El primer dígito no crece en el primer sitio de desarrollo debido a que no recibe las señales necesarias, lo que tiene el efecto de cambiar los dígitos I-III' a las posiciones de II-IV. Por lo tanto, mientras se retienen los dígitos I-III del terópodo ancestral, no crecen en el mismo lugar. Una versión de la hipótesis del cambio de marco modificada para incorporar elementos de RBD y evidencia fósil de Limusaurus y otros terópodos, la hipótesis del "pulgar hacia abajo" de Capek et al., sugiere que este cambio de marco tuvo lugar después de la reducción tanto del primer como del cuarto dígito en el linaje de los terópodos. La principal hipótesis alternativa apoyada por Xing y sus colegas, conocida como la "hipótesis del desplazamiento lateral", considera un desplazamiento de marco parcial, escalonado en el cual, de una mano de cuatro dedos con dígitos I y IV reducidos, desaparece por completo mientras IV se convierte en un dedo completamente desarrollado, con II-IV tomando las morfologías de los antiguo I-III.
Es plausible que los ceratosaurios se sometieron a RBD independientemente de los tetanuranos,  y por lo tanto no tiene relación con el tema de la homología de los dígitos aviarios. En particular, como lo demuestra el análisis teratológico, el acortamiento, mesomelia y la pérdida de dígitos hipofallangia en la extremidad anterior de Limusaurus es probablemente el resultado de una anomalía del desarrollo que apareció exclusivamente y persistió a lo largo del linaje evolutivo de los ceratosaurianos y no está relacionado con el patrón de reducción digital y cambio de marco que ocurrió en los tetanuros. Esto es apoyado por las manos de los ceratosaurianos Ceratosaurus, Berberosaurus y Eoabelisaurus que tienen huesos metacarpianos plesiomórficos, es decir, más similares a la condición ancestral de los terópodos que a los abelisaurios derivados, comparables a los del Dilophosaurus, un terópodo más basal. Las vías de desarrollo divergentes de los ceratosaurios y tetanuranos se asocian con una diferencia en la función de las extremidades anteriores. Los tetanuros utilizaron sus manos para agarrar, mientras que las manos de los ceratosaurianos casi seguramente no jugaron ningún papel en la depredación.

## Descubrimiento e investigación
Encontrado en la Formación Shishugou superior en el Cuenca Junggar del oeste de China. Limusaurus es el primer miembro de Ceratosauria conocido en el este de Asia, incluyendo China, además es uno de los más antiguos y el primer herbívoro de este gran grupo de dinosaurios que hasta ese momento se suponía enteramente carnívoro. El descubrimiento de Limusaurus también sugiere que pudo haber habido una conexión terrestre entre Asia y otros continentes teniendo en cuenta el intercambio faunístico aunque se pensaba que el Mar de Turgai lo habría impedido. La especie tipo es L. inextricabilis, y el nombre de la especie significa "imposible de liberar".

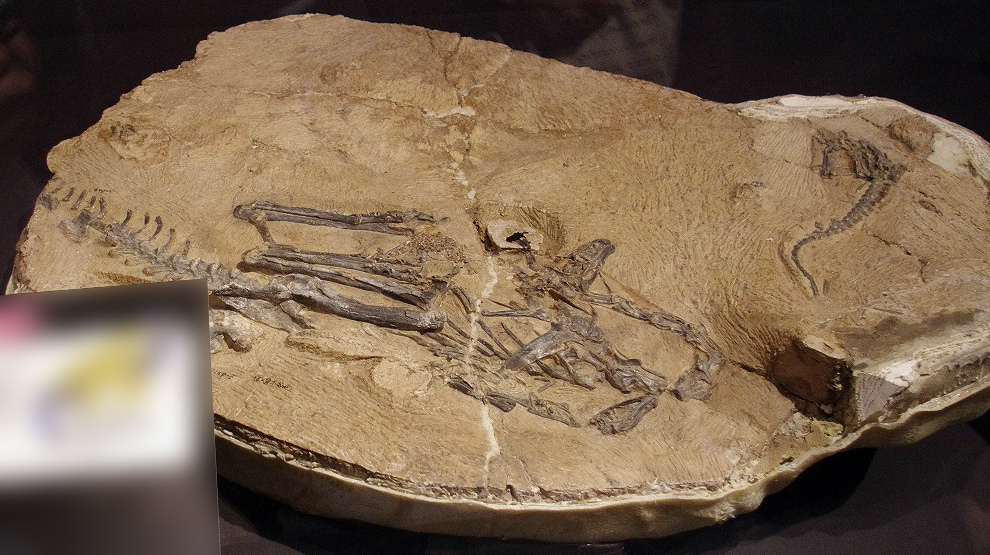
Fotografía del espécimen holotipo de Limusaurus inextricabilis.

El tipo, y hasta ahora única especie conocida, L. inextricabilis, fue descrita en 2009 por un trabajo realizado entre X. Xu, J. M. Clark, J. Mo, J. Choiniere, C. A. Forster, G. M. Erickson, D. W. E. Hone, C. Sullivan, D. A. Eberth, S. Nesbitt, Q. Zhao, R. Hernández, C.-K Jia, F.-L. Han, and Y. en la revista Nature. Es conocido por dos especímenes subadultos encontrados en estrecha conexión. El holotipo, IVPP V 15923, es el más completo y articulado de los dos, el otro, IVPP V 15304, es un espécimen casi totalmente articulado al que le falta solamente el cráneo. El segundo espécimen 15% más grande que el holotipo. Todos los especímenes eran adultos jóvenes cuando murieron, cosa que se concluye a partir del grado de la fusión de los huesos, a partir de las líneas de crecimiento se deduce que IVPP V 15924 murió a los seis años de vida. Estos especímenes también han sido referidos respectivamente por los números de muestra erróneos IVPP V 15924 y IVPP V 16134. Tanto el nombre del género, Limusaurus, que significa "lagarto de lodo", y el nombre de la especie tipo , L. inextricabilis, que significa "imposible de extraer", se refieren a cómo los especímenes conocidos parecen haber muerto y conservarse después de haber sido atrapados en pozos de lodo.
Nuevos 17 especímenes adicionales se describieron en 2016. Estos especímenes se conocen de tres agregaciones diferentes, numeradas TBB 2001, TBB 2002 y TBB 2005, con las dos primeras en el mismo nivel y la última a unos 6,5 metro más alto en la columna estratigráfica.  Incluyen seis juveniles de 1 año de edad o menos, diez subadultos de entre 2 a 6 años de edad y un adulto de más de 6 años de edad. Al igual que el holotipo y el segundo espécimen, los nuevos especímenes también se almacenan en el Instituto de Paleontología y Paleoantropología de Vertebrados. Todos los especímenes anteriores se recuperaron durante las excavaciones entre 2001 y 2006 en la localidad de Wucaiwan en la formación Shishugou, ubicada en la Cuenca Junggar de Xinjiang, China.

## Clasificación
Limusaurus es un miembro de Ceratosauria que comparte características con celofísoides y tetanuranos. Las características presentes en Limusaurus sugieren una estrecha relación entre los clados Ceratosauria y Tetanurae. Una serie de características le permiten distinguirse como un ceratosauriano. Estos incluyen el cráneo alto y la pequeña fenestra antorbitaria , el maxilar que forma parte de la fosa nasal, la nariz que encierra la fenestra antorbital en su margen posterior, la fenestra mandibular grande y la dentadura relativamente corta en comparación con el resto de la mandíbula, la cabeza abultada de la húmeroasí como la cresta deltopectoral larga y angulada, la falta de huesos de la muñeca osificados , la "bota" grande y expandida del pubis y las dos ranuras a los lados de las garras del pie.
Limusaurus se describió originalmente como un ceratosauriano basal, con él y Elaphrosaurus siendo recuperados como los ceratosaurianos más basales en varios análisis filogenéticos. Sin embargo, la investigación posterior lo ha colocado en el grupo más derivado Abelisauroidea, específicamente como miembro de los Noasauridae. Un análisis realizado en el estudio de múltiples individuos de diferentes edades encontró que Limusaurus y Elaphrosaurus se agrupan en el clado Elaphrosaurinae, dentro de la familia Noasauridae. Noasauridae se colocó en una posición fuera de Neoceratosauria , el grupo que contiene Ceratosaurus y Abelisauridae. 

### Filogenia

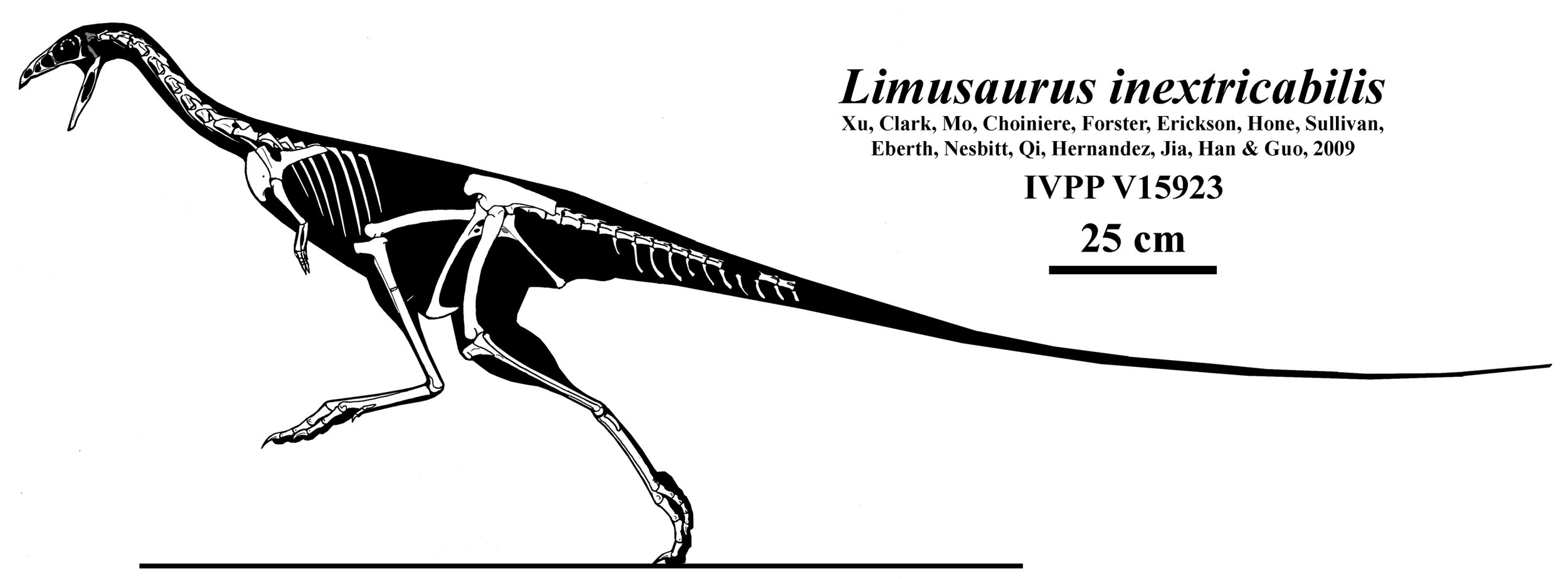
Únicos restos conocidos del holotipo de Limusaurus inextricabilis.

La filogenética dentro de Noasauridae, de la versión del análisis con especímenes separados de Limusaurus, se muestra a continuación. Es notable que todos los especímenes juveniles se agruparon con la exclusión de los especímenes adultos, lo que demuestra que su anatomía cambió significativamente a través del crecimiento.

|  | Noasaurus                                                     |
|  |                                                               |
|  | \| \| Laevisuchus \| \| \| \| \| \| Masiakasaurus \| \| \| \| |
|  |                                                               |
|  | Laevisuchus                                                   |
|  |                                                               |
|  | Masiakasaurus                                                 |
|  |                                                               |

|  | Laevisuchus   |
|  |               |
|  | Masiakasaurus |
|  |               |

|  | Elaphrosaurus |
|  |               |
|  | Limusaurus    |
|  |               |

|  | Noasaurus                                                     |
|  |                                                               |
|  | \| \| Laevisuchus \| \| \| \| \| \| Masiakasaurus \| \| \| \| |
|  |                                                               |
|  | Laevisuchus                                                   |
|  |                                                               |
|  | Masiakasaurus                                                 |
|  |                                                               |

|  | Laevisuchus   |
|  |               |
|  | Masiakasaurus |
|  |               |

|  | Elaphrosaurus |
|  |               |
|  | Limusaurus    |
|  |               |

Un análisis de contrastante realizado por Rauhut y Carrano en 2016 encontró relaciones ligeramente diferentes dentro de Noasauridae. Se encontró que el espécimen CCG 20011, un taxón aún sin nombre anteriormente referido al tetanuro Chuandongocoelurus, que no se incluyó en otros análisis, estaba más cerca de Elaphrosaurus que a Limusaurus, con los tres taxones representando Elaphrosaurinae. Velocisaurus , Noasaurus y Masiakasaurus fueron los únicos taxones dentro de Noasaurinae, ya que Laevisuchus y Deltadromeus se colocaron basales al grupo de Noasaurinae y Elaphrosaurinae dentro de Noasauridae.
Limusaurus es el primer ceratosauriano definitivo del este de Asia que se descubre. También es uno de los primeros miembros del grupo Ceratosauria, que vive durante la etapa de Oxfordiana del período Jurásico hace aproximadamente 161-157 millones de años. Su descubrimiento muestra que la fauna de dinosaurios asiáticos fue menos endémica durante el período Jurásico Medio a Tardío de lo que se pensaba anteriormente, y sugiere una posible conexión terrestre entre Asia y otros continentes durante ese período.

## Paleobiología
El análisis histológico de las líneas de crecimiento detenido dentro de las tibias de las diversas etapas ontogenéticas de Limusaurus indica que el animal estaba esqueléticamente maduro a los 6 años de edad. En especímenes más viejos, las líneas más externas de crecimiento detenido están muy junta, formando lo que se conoce como el sistema fundamental externo, lo que indica que el crecimiento rápido había cesado en estos individuos en particular.
Los especímenes de Limusaurus muestran 78 cambios anatómicos diferentes que ocurrieron a medida que los animales crecieron. En particular, sus cabezas se vuelven menos profundas, los huesos de la mano media se alargan y el "gancho" de su pubis se alarga. Además, el eje del hueso cuadrado en el cráneo se enderezó en adultos, y las puntas de sus mandíbulas inferiores se volvieron más hacia abajo.

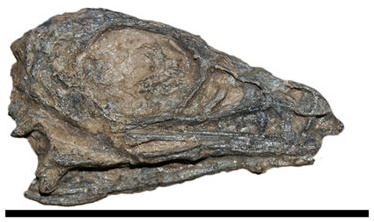
Cráneo del espécimen juvenil IVPP 20093V. La muestra tiene dientes, que se perdieron en adultos

El cambio más obvio que ocurrió durante el crecimiento de Limusaurus es la pérdida completa de dientes de juveniles a adultos. Los juveniles comenzaron con un diente en la premaxila, ocho en el maxilar y once en la mandíbula inferior, 42 dientes en total. En la siguiente etapa, se han perdido los dientes primero, sexto y octavo en el maxilar, así como el sexto en la mandíbula inferior, 34 dientes en total, aunque las cavidades todavía están presentes y hay un pequeño diente de reemplazo en el alvéolo del sexto diente inferior. Durante esta etapa, el uso de dientes y el reemplazo dental normal probablemente cesaron o se redujeron, ya que ninguno de los dientes aún en erupción tiene marcas de desgaste o reabsorción. A medida que los especímenes crecieron, la transformación se hizo más radical. En especímenes subadultos y adultos mayores de un año de edad, faltan todos los dientes. La tomografía computarizada muestra que solo quedan cinco alveolos vacíos en el maxilar adulto. Todas las cavidades de la mandíbula inferior se han fusionado en un solo canal hueco, y el resto de las cavidades de los dientes se han borrado.
La pérdida de dientes con la edad en Limusaurus es el caso más extremo de morfología dental que cambia con la edad entre los dinosaurios. De hecho, Limusaurus es uno de los pocos vertebrados con mandíbula conocidos donde los dientes se pierden por completo durante la ontogenia, los otros son el salmonete barbado y el Salmonete de roca, varios coridoras y el ornitorrinco. Su complicado patrón de pérdida de dientes tanto en el frente como en la parte posterior es muy similar al del avialano Jeholornis. La interrupción temporal en el reemplazo de dientes probablemente se deba a la regresión de las yemas de los dientes, como en el camaleón velado. Combinado con la retención de las vías de señalización del desarrollo necesarias para inducir el desarrollo de los dientes en las aves. El reemplazo ontogenético de los dientes por un pico en Limusaurus sugiere que el desarrollo de picos en otros linajes de terópodos y de hecho animales con pico en general, puede estar relacionado con cambios en el desarrollo que alteran heterocrónicamente el punto en el que se detiene el desarrollo dental.

### Alimentación y dieta
Los especímenes adultos de Limusaurus muestran rasgos morfológicos asociados con la herbivoría que se comparten con otros grupos de terópodos herbívoros, como Ornithomimosauria, Therizinosauria , Oviraptorosauria y Alvarezsauroidea, junto con el trodóntido Jinfengopteryx. En particular, las muestras de adultos se caracterizan por la presencia de cálculos estomacales, gastrolitos, con adultos mayores que tienen gastrolitos más grandes y numerosos que los adultos más jóvenes. El tamaño y la cantidad de estos gastrolitos son comparables a los de las aves en adultos jóvenes, y los de los ornitomimosaurios y oviraptorosaurios en adultos mayores. Todos estos grupos de terópodos utilizaron gastrolitos en el procesamiento de la materia vegetal, lo que sugiere que Limusaurus hizo lo mismo. El aumento de la cantidad de gastrolitos en los adultos mayores puede ser indicativo de que la capacidad intestinal de procesar finamente la materia vegetal aumenta con la edad. Un análisis de isótopos de los especímenes disponibles de Limusaurus también mostraron que los adultos coinciden consistentemente con las firmas isotópicas de otros dinosaurios herbívoros, sin embargo, en el mismo análisis, se encontró que los juveniles y los subadultos varían mucho en sus firmas isotópicas. Esto indica que los juveniles probablemente eran omnívoros, pero cambiaron a una estricta herbivoría a medida que envejecían. Esto es comparable al cambio de dieta experimentado por los salmonetes y coridoras antes mencionados.

## Paleobiología
La formación Shishugou representa una variedad de ambientes deposicionales, que incluyen abanicos aluviales y llanuras aluviales, arroyos, humedales y lagos poco profundos. Durante el tiempo en que vivió Limusaurus, el ambiente habría sido consistentemente cálido y seco, a juzgar por la abundancia de depósitos ricos en carbón. El clima fue probablemente muy estacional debido a las influencias monzónicas, con veranos cálidos y húmedos e inviernos secos.. El clima permitió el crecimiento de un ambiente rico en árboles, la selva habría estado dominada por araucarias, con la maleza ocupada por helechos arbóreos Coniopteris, helechos Anglopteris y Osmunda, colas de caballo Equisetites y arbustos Elatocladus.

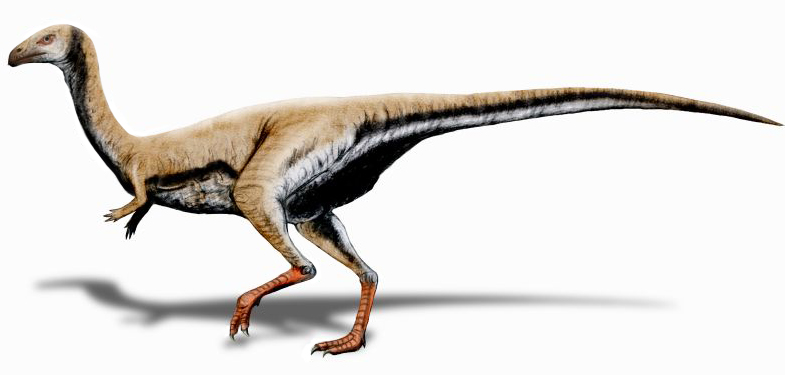
Restauraación

El entorno de la formación Shishugou albergaba un conjunto diverso de animales. Los contemporáneos de Limusaurus en la localidad de Wucaiwan incluyen los terópodos Haplocheirus, Zuolong y Guanlong, el último de los cuales, como Limusaurus, se encuentra con frecuencia en depósitos de lodo[3] el saurópodo Mamenchisaurus, los ornitisquios Gongbusaurus y Yinlong, el tritilodonto Yuanotherium, el mamífero Acuodulodon, los crocodiliformes Sunosuchus, Junggarsuchus y Nominosuchus y las tortugas Xinjiangchelys y Annemys.

### Tafonomía
El material fósil conocido de Limusaurus consiste en grandes conjuntos de individuos atrapados en pozos de lodo. Estos pozos varían en profundidad de 1 a 2 metros y probablemente se crearon por licuefacción del suelo a partir de los pasos de saurópodos u otros dinosaurios grandes. El tamaño de estos ensamblajes se puede atribuir a la tendencia de los animales más pequeños a quedar atrapados en el lodo, otros animales que quedaron atrapados por estos depósitos incluyen individuos de Guanlong, junto con pequeños ornitisquios, crocodiliformes, tortugas, mamíferos y cinodontes tritilodóncidos y también puede insinuar las posibles tendencias gregarias, de vida grupal, del Limusaurus. Un pequeño crocodiliforme se conserva al lado del holotipo.